# Stanisławiwka (obwód iwanofrankiwski)
Stanisławiwka (ukr. Станіславівка; hist. Święty Stanisław) – wieś na Ukrainie, w obwodzie iwanofrankiwskim, w rejonie kołomyjskim. W 2001 roku liczyła 99 mieszkańców.

## Historia
Gmina jednostkowa Święty Stanisław utworzona w II Rzeczypospolitej, 1 kwietnia 1928 z części gminy Słobódka Leśna. 1 sierpnia 1923 Święty Stanisław stał się siedzibą zbiorowej gminy wiejskiej Św. Stanisław w powiecie kołomyjskim, w województwie stanisławowskim.
W czasie okupacji niemieckiej mieszkające we wsi następujące polskie rodziny udzielały pomocy Żydom, za co po wojnie zostały nagrodzone przez Instytut Jad Waszem: 
- rodzina Płazińskich - ukrywała Annę Lubicz z d. Weisman i Józefa Renerta. W 1992 roku Instytut Jad Waszem podjął decyzję o przyznaniu Józefowi Płazińskiemu, Marii Płazińskiej i Zuzannie Warchoł-Baran z d. Płazińskiej tytułów Sprawiedliwych wśród Narodów Świata[3][4]
- rodzina Raków - ukrywali Eugenię Kajzer. W 1994 roku Ludwik i Maria Rakowie zostali uhonorowani tytułami Sprawiedliwych wśród Narodów Świata[5]
- rodzina Sikorów - nieśli pomoc Klarze Kantor i Ryśce Londner. W 1992 roku Wojciech i Aniela Sikorowie oraz ich najstarsza córka Władysława Flak z d. Sikora zostali uhonorowani tytułami Sprawiedliwych wśród Narodów Świata[6].

Od czerwca do lipca 1944 roku, w okresie działań frontowych zginęło we wsi 10 Polaków, w roku następnym nacjonaliści ukraińscy z OUN-UPA zamordowali ośmiu. 